# Apple User Group
Apple User Group（アップル・ユーザー・グループ）は、Macintoshに代表されるApple製品とその利用方法に関心を持つ人が集まってつくるユーザ主体の非営利な団体。これらのグループは情報交換やメンバー相互のサポートを目的とし、例会開催や会報発行などの活動を行っている。2021年4月時点で、126グループが登録している。